# دستگاه زنگ هشدار آتش

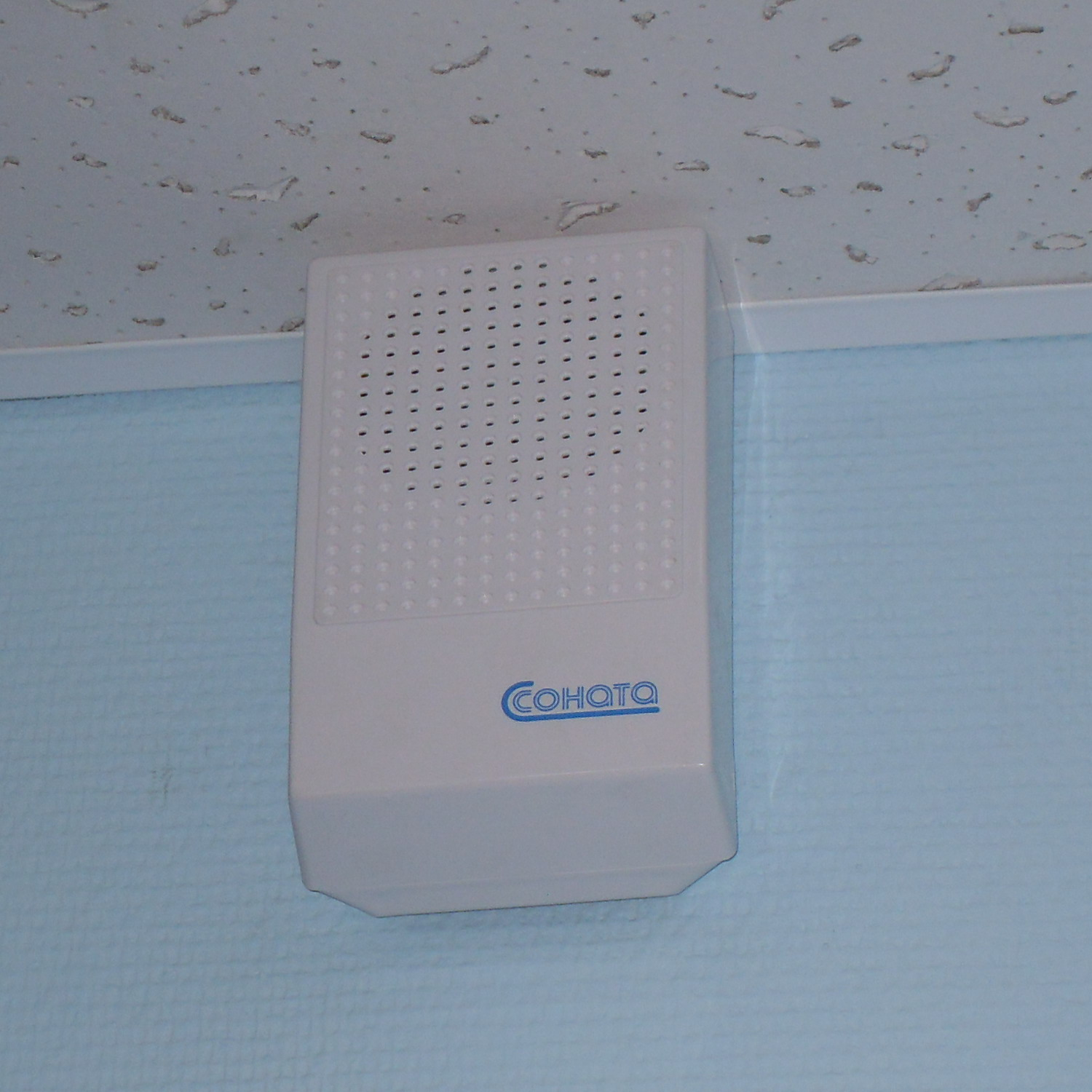
یک دستگاه زنگ هشدار

دستگاه زنگ هشدار آتش (انگلیسی: Fire alarm notification appliance) یک دستگاه اطلاع‌رسانی حفاظتی در سامانه‌های اعلام حریق است، که اغلب از محرک‌های صوتی، تصویری و غیره برای اعلام بروز آتش یا هشدار برای سایر شرایط اضطراری که نیاز به اقدام دارند، استفاده می‌شود.